# Tony Robbins
Anthony Jay Robbins (tên khai sinh là Anthony J. Mahavoric; sinh ngày 29 tháng 2 năm 1960) là một tác giả, chuyên gia coaching, diễn giả và nhà từ thiện người Mỹ. Robbins được biết đến thông qua các tác phẩm, hội thảo về chủ đề self-help, bao gồm sách Unlimited Power (xuất bản năm 1987) và Awaken the Giant Within (xuất bản năm 1993).

## Xuất thân
Robbins sinh ra ở North Hollywood, California vào ngày 29 tháng 2 năm 1960. Ông là con cả trong gia đình. Cha mẹ ly hôn khi ông mới 7 tuổi. Mẹ ông sau đó tái hôn nhiều lần, bao gồm cả cuộc hôn nhân với Jim Robbins, một cựu cầu thủ bóng chày bán chuyên nghiệp đã nhận nuôi Anthony khi ông 12 tuổi.
Robbins chia sẻ rằng cuộc sống gia đình ông luôn tràn ngập sự "hỗn loạn" và "lạm dụng". Năm 17 tuổi, ông bỏ nhà ra đi và không bao giờ trở lại. Robbins sau đó làm công việc dọn vệ sinh và không theo học đại học.

## Sự nghiệp
Robbins bắt đầu quảng bá các buổi hội thảo của diễn giả và tác giả truyền cảm hứng Jim Rohn khi ông mới 17 tuổi.
Năm 1988, Robbins tham gia quảng bá cho chương trình "Personal Power", do Guthy Renker sản xuất.
Cùng với Cloé Madanes, Robbins thành lập Trung tâm Can thiệp Robbins-Madanes, một tổ chức đào tạo huấn luyện viên kỹ năng sống để giúp các gia đình và cá nhân đối phó với chứng nghiện ngập và những vấn đề khác.
Robbins từng hợp tác cá nhân với Bill Clinton, Justin Tuck, Wayne Gretzky, Serena Williams, Hugh Jackman, và Pitbull. Ông đã cố vấn cho các doanh nhân Mỹ như Peter Guber, Steve Wynn và Marc Benioff. Ông được Accenture vinh danh là một trong "50 trí thức kinh doanh hàng đầu" và một trong "200 chuyên gia kinh doanh hàng đầu" của Harvard Business Press. Năm 2007, ông lọt vào danh sách Forbes Celebrity 100.

## Đào tạo
Robbins tổ chức nhiều cuộc hội thảo hàng năm, hầu hết về chủ đề phát triển bản thân và tư duy tích cực, thực hành tư duy tiếp lửa, các bài tập củng cố niềm tin, thu hút khán giả và luyện tập thể chất.

## Gia đình
Năm 1984, Robbins kết hôn với Rebecca "Becky" Jenkins sau khi hai người gặp nhau tại một cuộc hội thảo. Jenkins có ba người con từ hai cuộc hôn nhân trước đây, được Robbins nhận làm con nuôi. Robbins và Jenkins đệ đơn ly hôn vào năm 1998.
Năm 1984, Robbins có một đứa con với bạn gái cũ Liz Acosta. Con trai của họ, Jairek Robbins, cũng là một chuyên gia huấn luyện và đào tạo phát triển bản thân.
Tháng 10 năm 2001, Robbins kết hôn với Bonnie "Sage" Robbins (nhũ danh Humphrey). Cặp đôi sinh sống ở Manalapan, Florida.

## Tác phẩm
- Unlimited Power (1986). Free Press. ISBN 0-684-84577-6.
- Awaken the Giant Within (1991). Free Press. ISBN 0671791540.
- Giant Steps (1994). Touchstone. ISBN 0671891049.
- Money: Master the Game (2014). Simon & Schuster. ISBN 1476757801.
- Co-authored with Peter Mallouk (2017). Unshakeable: Your Financial Freedom Playbook. Simon & Schuster. ISBN 1501164589.